# 黄宏伟
黄宏伟，中华人民共和国教育部长江学者特聘教授，同济大学土木工程学院教授、博士生导师，主要从事岩土工程风险管控与结构健康监测研究。

## 生平
1987年毕业于太原理工大学矿山建设工程专业，1993年获同济大学结构工程博士学位。历任同济大学研究生院院长、土木工程学院副院长，现任同济大学地下建筑与工程系教授。